# Moskee van Kaohsiung
De Moskee van Kaohsiung ligt in het Lingya district van Kaohsiung, Republiek China (Taiwan). Het is een gebedshuis voor moslims in de regio van Kaohsiung.
Deze moskee werd in 1949 gebouwd door moslims uit het leger van nationalistisch China. Na de nederlaag in de Chinese Burgeroorlog vluchtten vele militairen van de nationalisten naar onder andere het eiland Taiwan. De minderheid van het leger beleed de islam en is van Hui-Chinese afkomst.
De eerste plaats van het gebedshuis was: 117 Wufu 4th Road, en werd gezien als een tijdelijke vestigingsplaats. Later verhuisde de moskee naar de 196 Linsen 1st Road. In februari 1990 verhuisde de moskee voor de tweede keer en tot op heden (2013) is de moskee te vinden op de Militaire mobilisatieweg nummer 11 (建軍路11號). De bouw van de moskee werd in december 1991 afgerond.